# 북서 인디언 전쟁
북서 인디언 전쟁(Northwest Indian War, 1785년 – 1795년)은 미합중국의 북서부 영토 지배에 저항하여, 이 땅에서 살던 인디언들이 동맹을 맺고 싸운 미국 인디언 전쟁 중의 하나이다.

## 개요
1794년에 오하이오 인디언들은 ‘폴른 팀버스 전투’에서 미합중국에 패배하였고, 그들의 영토는 1795년 〈그린빌 조약〉을 통해 미합중국에 빼앗기게 되었다. 오늘 오하이오의 대부분을 포함한 영토는 미합중국의 주권이 미치는 지역이 되었다.

### 비버 전쟁
미시시피강 동쪽과 오대호 남부 지역에서는 미합중국이 성립되기 전에도 1세기 이상 걸친 전투가 계속되고 있었다. 프랑스 탐험가 사무엘 드 샹플랭은 1608년에 세인트 로렌스 강을 따라 살고 있는 와이앤도트 족(휴런 족 모두 Huron) 인디언 측에 합세하여, 뉴욕 식민지 북부에 사는 이로쿼이 족과 맞섰다. 그 결과, 이로쿼이 족은 프랑스를 격렬하게 미워하게 되었고, 1626년 무렵 허드슨강을 거슬러 온 네덜란드 상인들과 교역 파트너가 되었다. 네덜란드는 이로쿼이 족의 모피를 총과 도끼, 칼 등과 교환했고, 이로쿼이 족은 그 무기를 이용하여 1650년대에 시작된 비버 전쟁에서 휴런 족과 북서부 영토(오하이오) 서부의 인디언 부족을 거의 축출하는데 성공했다.
이로쿼이 연방의 합의제 사회 시스템은 미국의 건국에도 다양한 영향을 주었으며, ‘안보 조약’도 그 중 하나이다. 이로쿼이 족은 동맹을 맺은 상대편의 힘을 빌려 각자의 적들에 대해 같이 싸우는 문화를 가지고 있었다.
이 전쟁은 유럽에서 들어온 전염병으로 수그러들었지만, 신무기로 무장한 강력한 적을 마주하게 된 인디언 부족은 미국 역사에서도 상당히 잔인한, 항상 피비린내 나는 참혹한 현실과 무주하게 되었다. 강대해진 이로쿼이 족은 미국 북동부의 판도를 바꾸었으며, 와이앤도트 족(휴런 족)과 뉴트럴 족, 이리 족, 서스케하노크 족 등 여러 대부족 간의 동맹을 파괴하고, 다른 동부 부족을 미시시피 강을 건너 서부로 몰아냈다. 인디언 피난민은 이로쿼이 족의 전사를 피해 서부로 이동하였으며, 이로쿼이 족은 북동부로 돌아갔기 때문에, 켄터키와 오하이오 영토는 사실상 공백 지대가 되었다. 이후 1655년 무렵, 이로쿼이 족은 네덜란드 뉴네덜란드 영지를 점령한 영국과 교역을 할 수 있게 되었다. 1700년 이후 일부 인디언 부족은 북서부 영토로 돌아갔지만, 그들은 여러 부족을 통합시켜 공물을 바치게 했다.

### 프랑스와 영국의 점령
17세기와 18세기에 들어서 영국과 프랑스, 이로쿼이 연방 모두가 오하이오 영토의 영유권을 주장했다. 1700년대 중반, 양국 모두 상인과 모피 무역상들을 이곳으로 보내, 토착 인디언들과 교역을 했지만, 폭력 사태도 빈번했다. 이러한 갈등은 ‘프렌치 인디언 전쟁’으로 표출되었고, 패배한 프랑스는 〈1763년 파리 조약〉을 맺고 이 지역을 포기하게 되었다.
영국은 오대호 지역과 일리노이 동부, 오하이오 영토를 포함한 많은 인디언 부족과 맞닥들이게 직면하게 되었다. 이들 부족은 자신들의 땅에 와 있는 영국 정착민들을 내켜하지 않았다. 이러한 불만은 ‘폰티액 전쟁’(1763-66)으로 이어져, 여러 요새를 불태우고, 정착민을 살해하고, 북서부 영토에서 내쫓았다. 영국은 핏 요새를 강화하기 위하여 군대를 파견했으며, ‘부시런 전투’에서 인디언을 물리쳤다. 이 전쟁은 아무것도 해결되지 않은 채 끝났다.
영국은 〈1763년 선언〉으로 북서부 영토에 백인 정착을 공식적으로 금지시켰다. 이 조약으로 영국인 일부는 쇼니 족과 다른 부족과의 우호적인 관계를 원했다. 1774년 6월 22일, 영국 의회는 〈퀘벡법〉을 통과시켜, 북서부 영토를 퀘벡 식민지에 편입시키는 것이었다. 새로운 땅으로 이주하길 원했던 일부 개척민들은 이러한 조치를 ‘미국 독립 전쟁’을 불러온 ‘참을 수 없는 법’ 중 하나로 꼽았다.

### 미국 독립 전쟁
미국 독립 전쟁 동안에, 이로쿼이 연방 내부의 여섯 부족 중 네 개 부족은 영국 편을 들었다. 모호크족, 오노다가족, 카유가족, 투스카로라족은 오리스카니 전투에서 개척민들을 도왔고, 펜실베니아 와이오밍 전투에서는 영국군을 원조했다. 그리고 뉴욕과 펜실바니아 전선의 여러 작전뿐만 아니라 사라토가, 체리 계곡에서는 뉴욕의 모호크 계곡을 가로질러 기습작전을 펼쳤다. 1997년 미국 남부에 영국군이 집중되어 있었기 때문에, 조지 워싱턴 장군은 이로쿼이 족에 반격을 가했다.
그는 존 설리번 장군에게 어퍼 뉴욕에 있는 이로쿼이 마을을 기습하여, 파괴하라고 지시했다. 5,000명의 병사들을 이끌고, 존 설리반은 1779년 가을에 이로쿼이를 뉴타운 전투에서 패퇴시켰으며, 40여개의 이로쿼이 마을과 저장된 곡식을 불태웠다. 사회의 붕괴와 식량 손실로 일부 이로쿼이 주민들은 겨울에 아사를 하게 되었다. 많은 이로쿼이족들이 나이아가라 요새와 캐나다로 퇴각했으며, 그곳에서 배고프고, 추운 겨울을 났다. 이후 이로쿼이 족의 영향력은 미국 내에서 줄어들었으며, 북서부 영토에 대한 영유권 주장은 변화가 생기게 되었다.
이로쿼이 족은 워싱턴의 군대에 의해 철저하게 학살당했다. 워싱턴의 군대는 이로쿼이 족의 엉덩이 가죽을 벗겨 부츠톱이나 레깅스를 만들었다. 이로쿼이 연방이었던 세네카 족의 마을은 워싱턴의 초토화 작전으로 30개 마을 중 28개 완전히 파괴되었다. 인디언들은 워싱턴을 “도시의 파괴자”라고 부르며 두려움에 떨었다.
이에 앞서 1778년, 미합중국의 조지 로저스 클라크 장군이 178명의 병사를 이끌고 오하이오 강에 있던 영국군의 요새를 점령하고 오하이오 강을 지배 하에 두고, 오하이오 강에서 북쪽 땅의 영유권을 선언했다.
1782년 8월, 켄터키에서 발발한 ‘블루 릭스 전투’는 미국 독립 전쟁의 마지막 전투가 되었다. 오늘날 켄터키 로버트슨 카운티에 있는 릭킹 강 언덕에서 약 50명의 영국군 정찰대와 300명의 인디언 전사가 켄터키 민병대 182명에게 매복공격을 가하여, 전멸시켰다.
〈1783년 파리 조약〉은 미국의 독립과 북서부 영토의 영유를 서면으로 인정한 것이다. 이 영토는 미국의 매사추세츠, 코네티컷, 뉴욕 및 버지니아가 각각 영유권을 주장하는 복잡한 양상을 보였다.
미합중국의 대륙 회의는 환율 안정과 독립 전쟁으로 진 부채 상환을 위해 서부 땅을 매각 한 돈으로 보충하려고 생각했다. 1785년 공유지 조례는 인디언의 땅 (소유권을 가지고 있던, 아니간 간에)을 얻으려는 땅 투기자들, 측량 및 이주민들에게 동기를 부여했다. 대륙 회의는 1785년에 여러 인디언 부족과 협상하여 매킨토시 요새 조약을 맺고, 오하이오 영토 동부의 토지를 손에 넣었다. 그러나 코네티컷 식민지 백인이 이미 서부에 보유했던 땅에 흘러들어 가고 있었으며, 여러 부족 곁에 놓인 토지의 일부까지 확산되고 있었다.
1787년에 연합 회의에서 채택된 북서부 조례에 의해, 미국의 법률에 인디언의 영토가 보장되었지만, 오하이오 강의 북쪽에 정착민의 유입은 멈추지 않았다. 이러한 이주민과 인디언과의 갈등은 일촉즉발의 상황까지 이르렀다. 양자의 불만을 억제하려고 한 1789년의 하마 요새 조약은 실패로 돌아가고, 상황은 악화되었다.
‘모든 것을 공유한다’는 인디언의 문화에서 토지는 특정인의 소유가 될 수 없었다. 따라서 백인들이 들어와서 마음대로 농토를 개척해도, 인디언은 관용을 베풀었다. 그러나 그 수가 증가하면서, 백인이 토지의 소유권을 주장하게 되었고, 인디언들에게 이주를 요구하면서 인디언들은 당연한 분노를 표출했다. 인디언에게 땅은 특정인이 소유하거나, 타인을 배척하지도 않는 대상이었다.

### 동맹 결성
인디언 부족의 협력을 촉구하며 프랑스 식민지 시대에 시작되었던 서부 동맹은 미국 독립 전쟁 동안에 다시 동맹이 이뤄졌다. 1785년 가을, 디트로이트 요새에서 새로운 동맹(인디언 합중국)이 합의되면서, 부족들이 단합해서 미국에 대항할 것을 선언했다. 이 결정은 또한 1786년에 와이앤도트 부족에서 구체화되어, 오하이오 강을 인디언과 미국의 이주민과의 경계로 삼자고 주장했다. 와이언도트 족은 동맹 부족의 명목상의 ‘아버지’이며 쇼니 족과 마이애미 족이 강력한 전사대가 되었다.

#### 동맹에 참가한 부족
- 와이언도트 족(휴런 족)
- 이로쿼이 연방
- 쇼니 족
- 세 파이어 협의회
  - 오지브와 족
  - 오타와 족
  - 포타와토미 족
- 레나페족
- 마이애미 족
- 키카푸 족
- 카스카스키아 족
- 와바슈 연방 (위아 족, 피안카쇼 족 등)
- 치카모가 - 체로키 족

대부분의 경우, 모든 지파 또는 부족이 전쟁에 참여한 것은 아니다. 인디언 사회는 중앙 집권 체제가 아닌 각 지파 부족이 독립 합의제 사회를 형성하고 있었다. 전투에 참여를 합의하여 마을 단위, 경우에 따라서는 개인 단위로 참여를 결정했다.
백인이 ‘치카모가’라고 불렀던 체로키 족 두 집단에서 온 200여명의 전사가 독립 전쟁의 시대에서 동맹 시기 통해 쇼니 족과 공생하며 싸웠다. 또한 체로키 족의 지도자 드래깅 카누는 그 형제들과 함께 하나의 전사단을 결성하고, 특수한 작전에 나섰다. 북서부 인디언과 전통적으로 사이가 나빴던 남부 부족, 촉토 족이나 치카소 족은 미합중국 편을 들어 척후를 맡았다.

## 과정
이 지역의 영국인 중에는 독립 전쟁에서 패전의 아픔을 잊지 않고, 인디언에게 무기와 탄약을 팔면서 백인 정착민을 공격하는 사람이 있었다. 1780년대 중반 인디언 전사의 부대가 소규모의 습격을 반복하며 유혈사태를 유발하자 불신감을 더하게 되었다. 1786년 가을, 벤자민 로건 장군이 연방군 병사와 켄터키 기마 민병대를 이끌고 매드 강 쇼니 족 마을을 습격했다. 그 마을은 전사들이 켄터키 요새를 습격하려고, 부재중이었으며 주로 비전투원 민간인들이 지키고 있었다. 로건은 마을과 식량을 불태우고, 많은 주민을 죽이거나 포로로 잡았다. 그 중에는 인디언 추장도 있었지만, 병사 한 사람도 죽었다. 로건의 습격과 추장을 살해한 행위는 쇼니 족을 공분을 사서 백인에 대한 공격과 보복을 더 악화시켰다.
오하이오 강 양안의 인디언의 습격은 점점 더 잔인해져 갔다. 1780년대 중반부터 후반에 걸쳐, 켄터키 오하이오 강 남안의 백인 정착민과 오하이오 강 북쪽을 여행하는 사람의 피해는 약 1,500명이나 되었고, 그 사이에 백인이 인디언에게 보복을 가하기도 했다. 1790년, 미국 대통령이 조지 워싱턴과 육군 장관의 헨리 녹스는 죠시아 하마 준장에게 명하여 쇼니 족과 마이애미 족의 거주지를 향해 서부 방면군을 진군시켰다. 1790년 10월 하마 준장의 지휘 아래 1,453명의 부대가 오늘날의 인디애나 포트 웨인 부근에 집결했다. 하마는 존 하딘 대령에서 400명의 부대를 맡기고 인디언 부대로 출동시켰지만, 인디언 전사는 1,100명이나 모여 있어 하딘의 부대를 호되게 강습하여 129명 이상의 병사들을 전사시켰다.

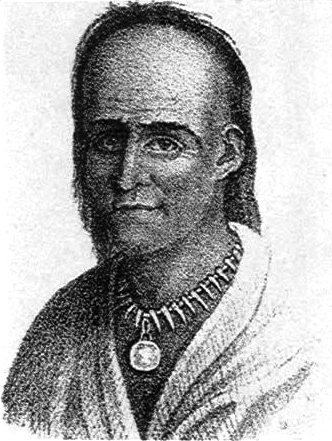
미시키나쿠와（리틀 터틀）

워싱턴은 1791년 여름, 북서부 영토 주지사였던 아서 세인트 클레어 소장에게 더욱 적극적인 전략을 주문했다. 세인트 클레어는 병력과 물자를 어렵게 마련하며 준비를 하였다. 1791년 11월 4일 새벽, 세인트 클레어의 미숙한 부대는 200명의 비전투 종군자들과 함께 오늘날 오하이오주 포트 복구 근처에서 숙영하고 있었지만, 숙영지의 방비가 소홀했다. 리틀 터틀, 블루 재킷 및 테쿰세 등이 참여한 약 2,000명의 인디언 전사가 급습해 미군을 놀라게 하고, 방비가 제대로 되지 않았던 경계선 안쪽으로 순식간에 난입했다. 미숙한 신병들은 당황했고, 명령을 내리고, 붕괴를 막으려 한 많은 지휘관들을 죽였다. 미군의 피해는 920명의 사병 중 632명에 달했고, 264명의 부상자도 나왔다. 200명의 비전투 종군의 거의 모두 전사했다. 미합중국이 인디언 전쟁에서 당했던 가장 뼈아픈 배패였다. 1792년에는 워싱턴이 보낸 평화 사절 존 하딘 대령과 알렉산더 트루먼 소령이 살해되는 사건이 발생했다.
세인트 클레어의 대패 후, 워싱턴은 ‘미치광이 앤서니’라는 별명이 붙은 앤서니 웨인 소장에게 새롭게 훈련된 부대를 만들도록 지시했다. 웨인은 1793년 늦게 새로운 미합중국 군지휘관에 임명되었다. 철저한 훈련을 받은 웨인 부대는 인디언 보호구역으로 진군하였으며, 세인트 클레어가 패한 위치에 요새를 복구해 재구축했다. 1794년 6월, 리틀 터틀이 미합중국군의 요새를 공격했지만 이번에는 성공하지 못했다. 웨인 훈련시킨 부대는 더욱 깊숙이 침투하여 와바슈 연방 영토까지 들어갔다. 리틀 터틀 대신 블루 재킷 등이 공격했지만, 1794년 8월 ‘폴른 팀버스 전투’에서 패하고 말았다.
블루 재킷 등은 패주했고 영국군의 마이애미 요새를 다시 수리해서 세울려고 했지만, 영국군은 요새에 들어가는 것을 거부했다. 당시 영국과 미국은 프랑스 혁명 후에 자코뱅파가 지배하는 프랑스에 대항하기 위해 밀접한 친분 관계를 쌓아 올리려고 했다.
1795년에 체결된 두 개의 조약에 따라 인디언은 미합중국에서 영토를 상실했다. ‘그린빌 조약’은 오하이오의 대부분과 인디애나의 일부를 인디언 부족으로부터 미합중국에 빼앗았으며, 영국이 아니라 미국이 북서부 영토를 지배하는 것을 인정하게 하고, 백인 포로가 모두 송환될 때까지 10명의 추장을 인질로 삼게 했다. 한편 미국과 영국 사이에 체결된 〈제이 조약〉으로 영국군은 서부 요새에서 철수를 결정했다. 백인은 추장을 ‘지도자’라고 오해하고 있기 때문에, 인질에게 위협을 가한 것이다.

## 핵심 인물

### 미합중국
- 조지 워싱턴, 미합중국 대통령
- 헨리 녹스, 육군 장관
- 죠시아 하마, 육군 장군
- 아서 세인트 클레어, 북서부 영토 주지사, 소장
- 앤서니 웨인, 육군 소장
- 티머시 피커링, 외교관, 육군 장관, 국무 장관
- 존 하딘 대령, 현재 오하이오 셀비 카운티에서 휴전을 위해 특사로 가서 살해당함.
- 알렉산더 트루먼 소령, 현재 오하이오주 오타와에서 휴전을 위해 특사로 가서 살해당함

### 인디언동맹
- 리틀 터틀, (마이애미족)
- 블루 재킷, (쇼니족)
- 밧콘가헬라스, (델라웨어족)
- 라운드 헤드, (와이언도트족)
- 에구샤와, (오타와족)

백인들은 위의 다섯명을 ‘군 지도자’로 여겼지만, 인디언 사회에 그런 존재는 없었다. 그들은 동맹에서 뛰어난 전사였을 뿐이다.

## 유산
오늘날 이 전쟁을 일컫는 일반적인 명칭은 존재하지 않는다. ‘올드 북서부 인디언 전쟁’, ‘오하이오 전쟁’, ‘오하이오 인디언 전쟁’, ‘오하이오 강 경계의 전쟁’ 등으로 불린다. 미국 육군의 기록에는 ‘마이애미 방면 작전’으로 언급하고 있다. 한 사학자는 최근 ‘마이애미 연방 전쟁’을 제안했지만, 다른 학자는 이 명칭이 전쟁에서 블루 재킷과 오하이오 영토 인디언의 중심성이 결여되기 때문에 ‘마이애미’ 다음에 전쟁이라고 쓰는 것은 적절하지 않다고 지적했다. 많은 책에서 이름을 굳이 붙이지 않거나 무시함으로써 호칭 문제에 대한 논란을 회피하였다. 마찬가지로 전투와 원정에도 표준 명칭이 없으며, 유일한 예외가 ‘폴른 팀버스 전투’이다.
비록 이 전쟁이 미국 독립 전쟁 후 그리고 조지 워싱턴 대통령이 이끄는 행정부의 주요 위기로 발발한 중요한 군사분쟁이기는 하지만, 역사학자들은 종종 그것을 간과해왔다. 일반 대중 문화에서는 (더 최근에 일어난 일이기 때문에) 19세기 인디언 전쟁이 훨씬 더 인기있는 소재기는 하지만, 이 북서 인디언 전쟁은 이어진 제로니모, 크레이지 호스, 시팅불, 코치스와 레드 클라우드가 관련된 전투보다 훨씬 많은 미합중국 군대와 민간인 사상자를 기록했다. 세인트 클레어의 패배로 끝난 와바시 전투에서는 미합중국에 대항한 미국 인디언들의 사상자수가 최고를 기록했다.
북서 인디언 전쟁은 오랫동안 이어진 오하이오 영토의 변방 분쟁 중의 하나일 뿐이며, 그런 분쟁으로는 프렌치 인디언 전쟁 (1754-1763), 폰티액 전쟁(1763-1764), 던모어 전쟁(1774) 및 미국 독립 전쟁(1775-1783) 등이 있다. 많은 인디언 사회들이 그 전쟁들을 유럽인과 미국인 개척민들과의 단순한 전쟁이 아니라 여러 세대를 걸친 분쟁이라고 인식하고 있다. 예를 들어, 사학자 프란시스 제닝스는 ‘북서 인디언 전쟁’이 델라웨어족에게 1755년 브래독 원정대 직후에 시작된 ‘40년 전쟁’의 결말이었다고 시사했다. 오하이오의 미국 인디언 부족에게 분쟁은 1세대 후 테쿰세 전쟁(1811)과 미영 전쟁(1812)까지 ‘60년 전쟁’으로 생각했다. 어쨌든 그 결과는 ‘인디언 부족의 강제 이주’와 ‘미국의 영토 강탈’이라는 인종 청소였다. ‘인디언 전쟁’ 자체는 모양을 바꾸어 21세기 현재에도 계속되고 있다.

## 같이 보기
- 치카모가 전쟁

## 참고 문헌
- Dowd, Gregory Evans. A Spirited Resistance: The North American Indian Struggle for Unity, 1745-1815. Baltimore and London: Johns Hopkins University, 1992.
- Jennings, Francis. The Founders of America. New York: Norton, 1993.
- Skaggs, David Curtis and Larry L. Nelson, eds. The Sixty Years' War for the Great Lakes, 1754-1814. East Lansing: Michigan State University Press, 2001. ISBN 0-87013-569-4.
- Sugden, John. Blue Jacket: Warrior of the Shawnees. Lincoln and London: University of Nebraska Press, 2000.
- Sword, Wiley. President Washington's Indian War: The Struggle for the Old Northwest, 1790-1795. Norman and London: University of Oklahoma Press, 1985.
- White, Richard. The Middle Ground: Indians, Empires, and Republics in the Great Lakes Region, 1650-1815. Cambridge University Press, 1991.